# Rewolwer Maigreta
Rewolwer Maigreta (fr. Le Revolver de Maigret) – belgijska powieść kryminalna autorstwa Georges'a Simenona z cyklu opowieści o komisarzu Maigret. Wydana w 1952.

## Opis fabuły
Kiedy komisarz Maigret wraca po pracy do domu, żona oznajmia mu, że podczas jego nieobecności, jakiś młody człowiek chciał się z nim widzieć. Mężczyzna zgodził się poczekać na gospodarza, ale po pewnym czasie niezauważenie wyszedł. Jednocześnie Maigret okrywa, że został skradziony jego pozostawiony w domu rewolwer.

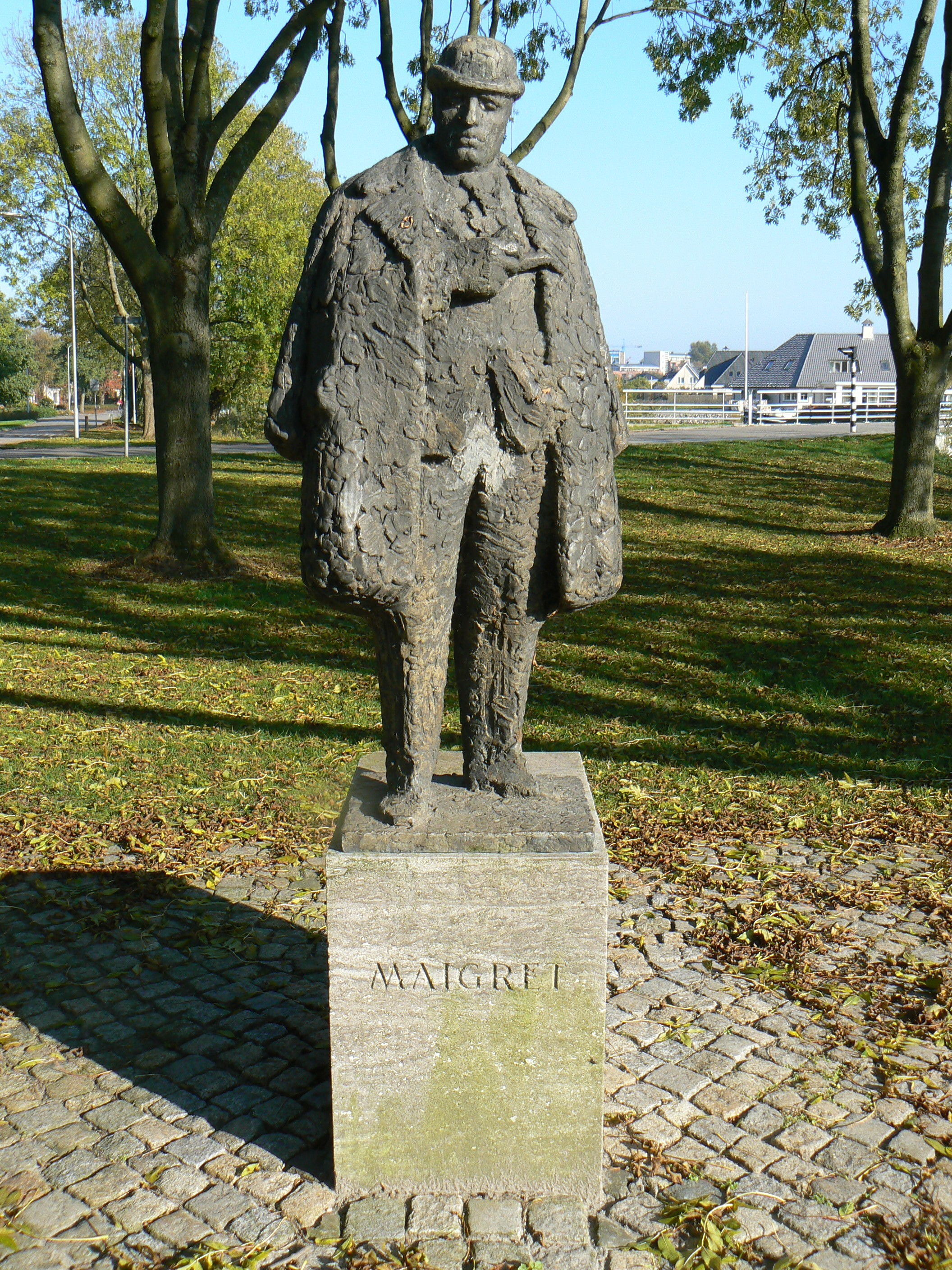
Komisarz Maigret

Niebawem okazuje się, że tajemniczy młodzieniec nazywa się Alain Lagrange. Maigret, dzięki pomocy swojego przyjaciela, kontaktuje się z ojcem Alaina – człowiekiem ociężałym i schorowanym. Mężczyzna nie wie, gdzie jest jego syn, ale wyznaje, że bardzo się o niego martwi. W toku śledztwa Maigret dowiaduje się, że widziano, jak pan François Lagrange wyniósł w nocy ze swojego mieszkania duży kufer, który następnie zawiózł na miejski dworzec. Kiedy policja odnajduje kufer, okazuje się, że są w nim ukryte zwłoki wpływowego polityka, Andre Delteila. Starszy pan Lagrange zostaje natychmiast aresztowany, ale nic nie chce powiedzieć, symulując obłęd. Tymczasem policja rozpoczyna pościg za Alainem.
Okazuje się, że młodzieniec wyruszył do Anglii, w ślad za niejaką Jeanne Debul. Maigret sądzi, że Alain z jakiegoś powodu chce skrzywdzić kobietę i sam również udaje się na wyspy, żeby mu to uniemożliwić. W Londynie odwiedza panią Debul w jej pokoju w hotelu „Savoy”, lecz kobieta nie wykazuje ochoty do współpracy. Przyznaje jedynie, że zna Lagrange'ów. Nic więcej nie wyjawia nawet wtedy, kiedy policjant uprzedza ją, że chłopak szuka jej we wszystkich londyńskich hotelach, posługując się ich alfabetyczną listą, i zapewne wkrótce pojawi się w „Savoyu”.
Zdeterminowany Maigret, wspomagany przez brytyjską policję, lokuje się w holu hotelu „Savoy”, oczekując na przybycie Lagrange'a. Jednakże przez nieostrożność brytyjskich funkcjonariuszy, Alain spostrzega, że jest śledzony i przewiduje obławę tuż za głównymi drzwiami hotelu. Korzysta więc z innego wejścia, a następnie dostaje się do pokoju Jeanne Debul za pomocą ukradzionego wcześniej klucza. Tam, ukryty pod łóżkiem, czeka na swoją ofiarę z rewolwerem Maigreta. Komisarz jednak szybko orientuje się, że Alain dostał się do budynku i śpieszy do pokoju Debul, żeby zapobiec nieszczęściu. Udaje mu się skłonić młodzieńca, żeby ten oddał mu skradzioną broń i razem opuszczają apartament.
Maigret okazuje młodemu Lagrange'owi dużą wyrozumiałość, kiedy ten opowiada mu swoją historię. Okazało się, że Jeanne Debul jest wyrachowaną szantażystką, która do rozmów ze swoimi ofiarami wykorzystywała zakochanego w niej ojca Alaina. François Lagrange szantażował dla niej Delteila. Zdesperowany polityk usiłował go zabić, Lagrange jednak był szybszy i to on w rezultacie dopuścił się zabójstwa. Kiedy Alain dowiedział się o tym, postanowił zemścić się na Jeanne Debul, przez którą jego ojciec stał się przestępcą. Zabijając ją, chciał samemu wymierzyć sprawiedliwość. W rozmowie oświadcza Maigretowi, że nie zamierza porzucić swojego planu. Komisarz jednak przekonuje go, żeby zaniechał zemsty, obiecując że zrobi wszystko, aby Jeanne Debul poniosła odpowiedzialność za swoje czyny.

## Powieść w odcinkach
W języku polskim Rewolwer Maigreta ukazał się pierwotnie jako powieść w odcinkach w tłumaczeniu Marii Wisłowskiej. Publikowały ją gazety: londyński „Dziennik Polski i Dziennik Żołnierza” (1959) oraz krajowe „Express Wieczorny” (1972–1973) i „Dziennik Łódzki” (1973).